# Eugenia Flores Vindas
Eugenia María Flores Vindas (* 4. Mai 1942) ist eine Botanikerin aus Costa Rica. Sie war die erste Frau, die in Costa Rica Ministerin für Wissenschaft und Telekommunikation war. Das Amt führte sie in der zweiten Amtszeit der Regierung Óscar Arias Sánchez (8. Mai 2006 bis 8. Mai 2010). Zudem war sie die erste Direktorin der biologischen Fakultät der Universidad de Costa Rica und die erste Präsidentin der Nationalen Akademie der Wissenschaften.

## Leben
Zunächst studierte sie zwei Jahre lang Betriebswirtschaftslehre an der Universidad de Costa Rica (UCR). Danach wechselte sie zu Biologie. Nach einem Studium an der Universidad Nacional Autónoma de México erhielt sie ein Stipendium an der University of California. Später lehrte sie als Dozentin für Biologie an der UCR und veröffentlichte über 100 wissenschaftliche Arbeiten. Sie wurde 1994 als Mitglied der Kommission für Wissenschaft und Technologie für Entwicklung (CSTD) ernannt. Ab 2006 war sie vier Jahre lang Ministerin.